# 埃文斯縣 (喬治亞州)
埃文斯縣（英語：Evans County）是美國喬治亞州東部的一個縣。面積484平方公里。根據美國2000年人口普查，共有人口10,495人。縣治克拉克斯頓（Claxton）。
成立於1914年8月11日。縣名紀念州參議員、南北戰爭時期將領、牧師克萊門特·A·埃文斯（Clement Anselm Evans）。